# Albina (miasto)
Albina – miasto w Surinamie; stolica dystryktu Marowijne; 3 900 mieszkańców (2006). Przemysł spożywczy, włókienniczy, chemiczny, maszynowy.

## Współpraca
Miejscowość partnerska:
- Koksijde, Belgia